# Атмосфера Місяця

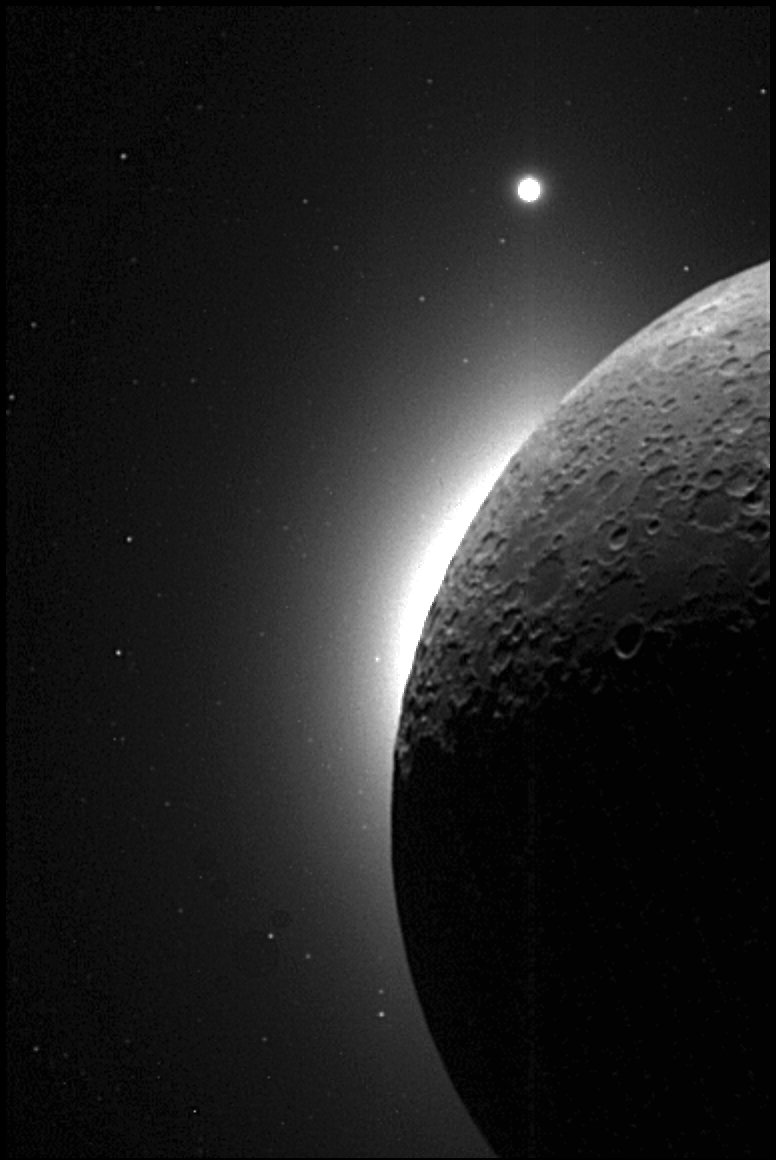
Тонкий, яскравий півмісяць, відомий як сяйво місячного горизонту

Атмосфера Місяця — надзвичайно розріджена газова оболонка Місяця, в десять трильйонів разів менш щільна (тиск на поверхні приблизно 10 нПа) у порівнянні з земною атмосферою, яка складається в основному з водню, гелію, неону та аргону. Практично не впливає на Місяць і не сприяє життю людей на супутнику.
Джерелами атмосфери є як внутрішні процеси (виділення газів з кори Місяця та вулканізм), так і зовнішні — падіння мікрометеоритів, сонячний вітер. Місяць не утримує навколо себе всі гази, які виділяються, оскільки має слабку гравітацію; більша частина газів, які піднімаються з її поверхні, розсіюється в космосі.
Концентрація частинок біля поверхні Місяця значно змінюється в залежності від часу місячної доби: вночі на 1 см³ припадає 105 частинок, а вдень — 104. Для Землі цей показник складає 2,7× 1019.
В рамках проекту Аполлон були проведені дослідження атмосфери Місяця, в результаті яких було виявлено присутність в ній атомів аргону та гелію; наступні спостереження з Землі показали наявність іонів натрію та калію.
В 1991 році дослідниками з Бостонського університету був виявлений натрієвий «хвіст», який простягався до 15—20 радіусів Місяця в бік, протилежний до Сонця.
Для безпосереднього вивчення місячної атмосфери у вересні 2013 року був запущений зонд LADEE.